# Blue Banisters (album)

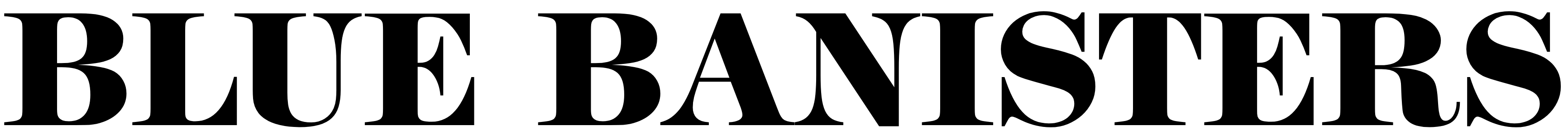
Het logo van de titel van Lana's album Blue Banisters.

Blue Banisters is het achtste studioalbum van de Amerikaanse singer-songwriter Lana Del Rey. Het werd op 22 oktober 2021 uitgebracht door Interscope en Polydor Records, zeven maanden na haar vorige plaat, Chemtrails over the Country Club. Het album werd geproduceerd door Lana Del Rey zelf, Zachary Dawes, Loren Humphrey, Mike Dean, Barrie-James O'Neill, Rick Nowels en enkele anderen.
Twee singles gingen aan het album vooraf, het titelnummer "Blue Banisters" en "Arcadia "; "Text Book" en "Wildflower Wildfire" werden voorafgaand aan het album ook uitgebracht als promotionele singles. Blue Banisters piekte op nummer acht in de Amerikaanse Billboard 200 en bereikte zelfs nummer één in Argentinië en Nederland. Het album kreeg positieve recensies van muziekcritici, van wie de meesten de diepgaande teksten van Del Rey complimenteerden.

## Achtergrond
Op 19 maart 2021 bracht Del Rey haar zevende studioalbum Chemtrails over the Country Club. Een dag later kondigde ze aan dat haar volgende album, oorspronkelijk getiteld Rock Candy Sweet, in juni zou verschijnen. Op 11 april 2021 uploadde Lana een korte teaser met het onderschrift "Blue Banisters" naar haar Instagram, te vinden onder de naam 'Honeymoon'. De teaser toont een foto van Del Rey die naar de hemel kijkt. Op 28 april kondigde ze via sociale media het album aan, dat op 4 juli zou verschijnen. Later diezelfde dag plaatste Del Rey een trailer voor het titelnummer en de bijbehorende videoclip op Instagram met het onderschrift: "Sometimes life makes you change just in time for the next chapter" en op Twitter met het onderschrift: "I'm writing my own story. And no one can tell it but me".

## Stijl en compositie
Blue Banisters wordt omschreven als een folk-, pop-,  jazz-, en Americana- plaat. Het is door The AV Club tekstueel als haar "breakup record", terwijl Spin het beschouwt als een "observationeel project".
In een interview in maart 2023 met Rolling Stone UK legde Del Rey uit dat Blue Banisters is opgericht vanwege beschuldigingen van culturele toe-eigening en eerdere beweringen dat ze huiselijk geweld verheerlijkte: "I was just like, 'Let me try and write an album that maybe could explain why, if that was true, let's say, I could potentially identify with certain modes of operating'. So, Blue Banisters was more of an explanatory album, more of a defensive album, which is why I didn't promote it, period, at all. I didn't want anyone to listen to it. I just wanted it to be there in case anyone was ever curious for any information."

## Release en promotie

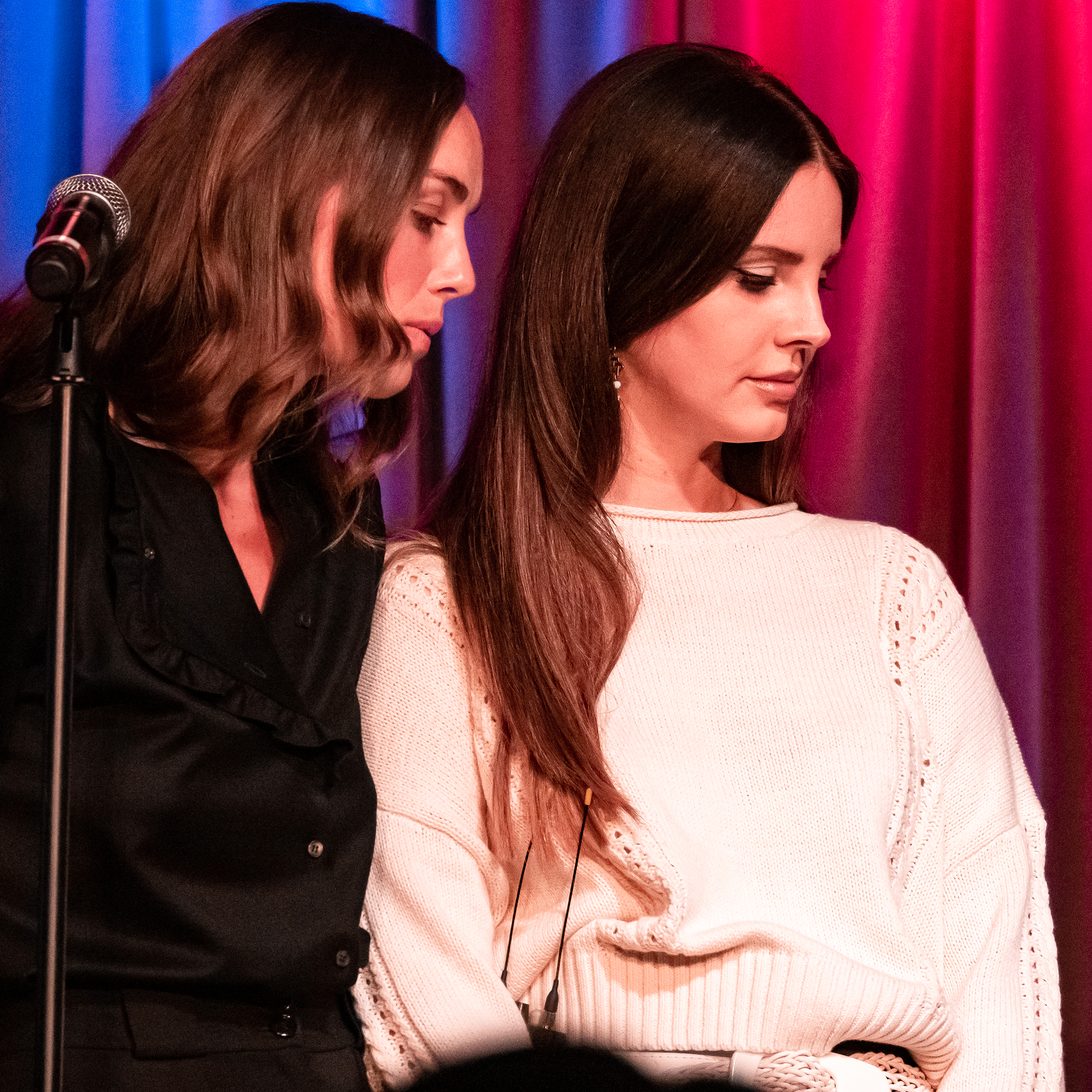
Lana Del Rey (rechts), de zangeres die Blue Banisters creërde.

De promotie voor Blue Banisters was minimaal vergeleken met de eerdere releases van Del Rey, voornamelijk omdat ze haar socialemedia-accounts in september 2021 deactiveerde wegens privacy-redenen.
De officiële albumhoes werd onthulld op 4 juli 2021, de oorspronkelijke releasedatum van het album. Del Rey pakte dit aan en schreef het bericht "Happy fourth, Album out later". Op de hoes zit Del Rey op een veranda naast haar honden, de Duitse herders Tex en Mex (die worden genoemd in het titelnummer van het album). Het artwork verwijst naar de albumhoes van Tracy Nelson voor Poor Man's Paradise (1973).
Op 8 september 2021 werden alternatieve covers voor het album uitgebracht, naast de tracklist van het album en digitale en fysieke pre-orders. Amerikaanse winkelketens Target, HMV, en Urban Outfitters onthulden hun exclusieve edities van de plaat met meer alternatieve covers, allemaal gefotografeerd door fotograaf Neil Krug.
Op 3 september 2021 plaatste Del Rey de cover van de single "Arcadia" op haar Instagram-account en onthulde dat het nummer de volgende woensdag 8 september zou worden uitgebracht. Een dag voor de release van het nummer deelde Del Rey een extra fragment, met als ondertitel een kleine geschreven teaser van de algemene thema's van het album, waarbij ze vermeldde dat ze nooit de behoefte heeft gevoeld om haar verhaal uit te leggen "but if you’re interested this album does tell it- and does pretty much nothing more." Op 8 september 2021 werd de pre-order van het album uitgebracht samen met "Arcadia", waaruit bleek dat het album op 22 oktober 2021 zou verschijnen.
Blue Banisters werd uiteindelijk op 22 oktober 2021 uitgebracht door Interscope en Polydor Records.  Dezelfde dag verscheen Del Rey, ter promotie van het album, in de Amerikaanse late-night talkshow The Late Show met Stephen Colbert en zong "Arcadia".

### Singles
"Blue Banisters" werd op 20 mei 2021 uitgebracht als de eerste single van het album, naast de nummers "Text Book" en "Wildflower Wildfire" Voor het nummer is een videoclip uitgebracht.
"Arcadia" werd op 8 september 2021 uitgebracht als de tweede single van het album, naast de pre-order van het album. Er zijn twee muziekvideo's uitgebracht.

## Kritische ontvangst
Na de release ontving Blue Banisters over het algemeen positieve recensies van muziekcritici. Bij Metacritic, dat een genormaliseerde beoordeling van 100 toekent aan recensies van professionele publicaties, kreeg het album een gemiddelde score van 80, gebaseerd op 21 recensies, wat duidt op "over het algemeen gunstige recensies". Aggregator AnyDecentMusic? gaven het een 7,4 op 10, gebaseerd op hun beoordeling van de kritische consensus. 

### Eindejaarslijsten
Het album werd in talloze eindejaarslijstjes van 2021 geplaatst.
| Publicatie                  | Lijst                                | Rang | Ref.   |
| --------------------------- | ------------------------------------ | ---- | ------ |
| <i id="mw3g">Schuin</i>     | De 50 beste albums van 2021          | 3    | [ 26 ] |
| Uitroepen!                  | Roep!'s 50 beste albums van 2021 uit | 35   | [ 27 ] |
| NME                         | De 50 beste albums van 2021          | 17   | [ 28 ] |
| De Zondagstijden            | 25 beste albums van 2021             | 9    | [ 29 ] |
| Indie Hoy (Latijns-Amerika) | De 50 beste albums van 2021          | 10   | [ 30 ] |

Blue Banisters kwam binnen op nummer acht in de Billboard 200 met 33.000 album-equivalente eenheden, die bestonden uit 19.000 pure verkoop- en 14.000 streaming-eenheden (berekend op basis van 18,6 miljoen on-demand streams van het album). Het was Del Rey's achtste opeenvolgende record dat de top 10 in de VS bereikte, maar haar eerste die de top drie miste sinds haar Paradise EP (2012); Blue Banisters kwam echter binnen op nummer één in de Billboard Alternative Album-hitlijst. Blue Banisters wordt haar zesde opeenvolgende nummer één in de hitlijsten en haar tweede van het jaar, na Chemtrails over de Country Club in maart, een record, waarbij Del Rey de artiest is met de meeste nummer één in de Alternative Album-hitlijsten sinds het begin.
In het Verenigd Koninkrijk debuteerde Blue Banisters op nummer twee in de UK Albums-hitlijst, en bleef slechts vier weken op de hitlijst staan.  Het album werd in Groot-Brittannië als zilver gecertificeerd met 60.000 verkochte exemplaren.

## Releasegeschiedenis
| Regio            | Datum            | Formaat(en)                | Etiket                   | Ref.                 |
| ---------------- | ---------------- | -------------------------- | ------------------------ | -------------------- |
| Verscheidene     | 22 oktober 2021  |                            |                          | [ 36 ] [ 37 ] [ 38 ] |
| Verscheidene     | 29 oktober 2021  | lp                         | [ 39 ] [ 18 ]            |                      |
| Japan            | 29 oktober 2021  | cd                         | Universele muziek Japan  | [ 40 ]               |
| Verenigde Staten | 12 november 2021 | lp (Target exclusief rood) | Interscoop               | [ 17 ]               |
| Brazilië         | 10 december 2021 | cd                         | Universal Music Brazilië | [ 41 ]               |